# 최정환 (야구인)
최정환(崔정환, 1973년 9월 26일 ~ )은 전 KBO 리그의 야구 선수인 투수이다.

## 출신학교
- 1989년 ~ 1992년 : 동래고등학교
- 1992년 ~ 1999년 : 경성대학교 (1992학번)